# ژیوکو گوتسیچ
ژیوکو گوتسیچ (سیریلیک صربی: Живко Гоцић؛ زادهٔ ۲۲ اوت ۱۹۸۲) بازیکن واترپلو اهل صربستان است.